# 岩元明久
岩元 明久（いわもと あきひさ、1950年（昭和25年）12月8日 - ）は、日本の農林官僚。東海農政局長。

## 略歴
- 都立日比谷高校、東京大学農学部農業生物学科卒業
- 1975年（昭和50年）：農林省入省
- 1998年（平成10年）：富山県農業技術センター所長
- 2000年（平成12年）4月1日：農林水産大臣官房参事官
- 2001年（平成13年）1月6日：農林水産省経営局普及課長
- 2003年（平成15年）：九州農政局次長
- 2006年（平成18年）4月：農業・食品産業技術総合研究機構理事
- 2007年（平成19年）7月10日：東海農政局長
- 2009年1月：辞職
- 公益財団法人農業・環境・健康研究所代表理事
- 薬用作物産地支援協議会会長
- 一般社団法人全国農業改良普及支援協会会長
- 2021年4月：瑞宝中綬章受章[1]